# Инкин, Василий Фадеевич
Василий Фадеевич Инкин (род. 22 февраля 1922 - 31 января 1999) советский и украинский историк, доктор исторических наук (1979), профессор (1980)

## Биография
Родился в Черниговской области 1922 года. Учился в университета Чкалова и Львовском университете имени Ивана Франко, закончил последний в 1946 году.
В том же году начал работать на кафедре истории Украины, Львовского университета. В 1979 году защитил докторскую диссертацию на тему: Крестьянский общинный строй в Галицком Прикарпатье. С 1992 года и до своей смерти работал профессором кафедры истории и этнографии Украины.
Кандидатская диссертация: Крестьяне Самборской экономии в середине XVIII в. : 40-60 гг. Львов, 1954
Докторская диссертация: Крестьянский общинный строй в Галицком Прикарпатье : опыт сравнительного изучения поземельных союзов, Львов, 1978